# Salar de Huasco
El Parque Nacional Salar de Huasco se ubica en la Región de Tarapacá de Chile en el límite con Bolivia a aproximadamente 4000 metros de altura sobre el nivel del mar. Es una gran zona de humedales, por lo que se encuentra incluida en la Lista Ramsar de Sitios de Importancia Internacional. Estos humedales están sustentados por acuíferas salinas subterráneas que son hogar para una gran diversidad de fauna nativa como flamencos y vicuñas que vienen a beber de sus aguas salobres. En 2010 fue prematuramente declarado parque nacional, medida que fue revocada en el año 2014. Fue reinstaurado como parque nacional en 2023.
El salar de Huasco es la base de equilibrio de la cuenca endorreica homónima, que reúne las aguas superficiales de varios cursos de agua de su hoya y que se registra bajo el número 0105 en el inventario de cuencas de Chile. Forma parte de las cuencas altiplánicas de Chile.

## Ubicación y descripción

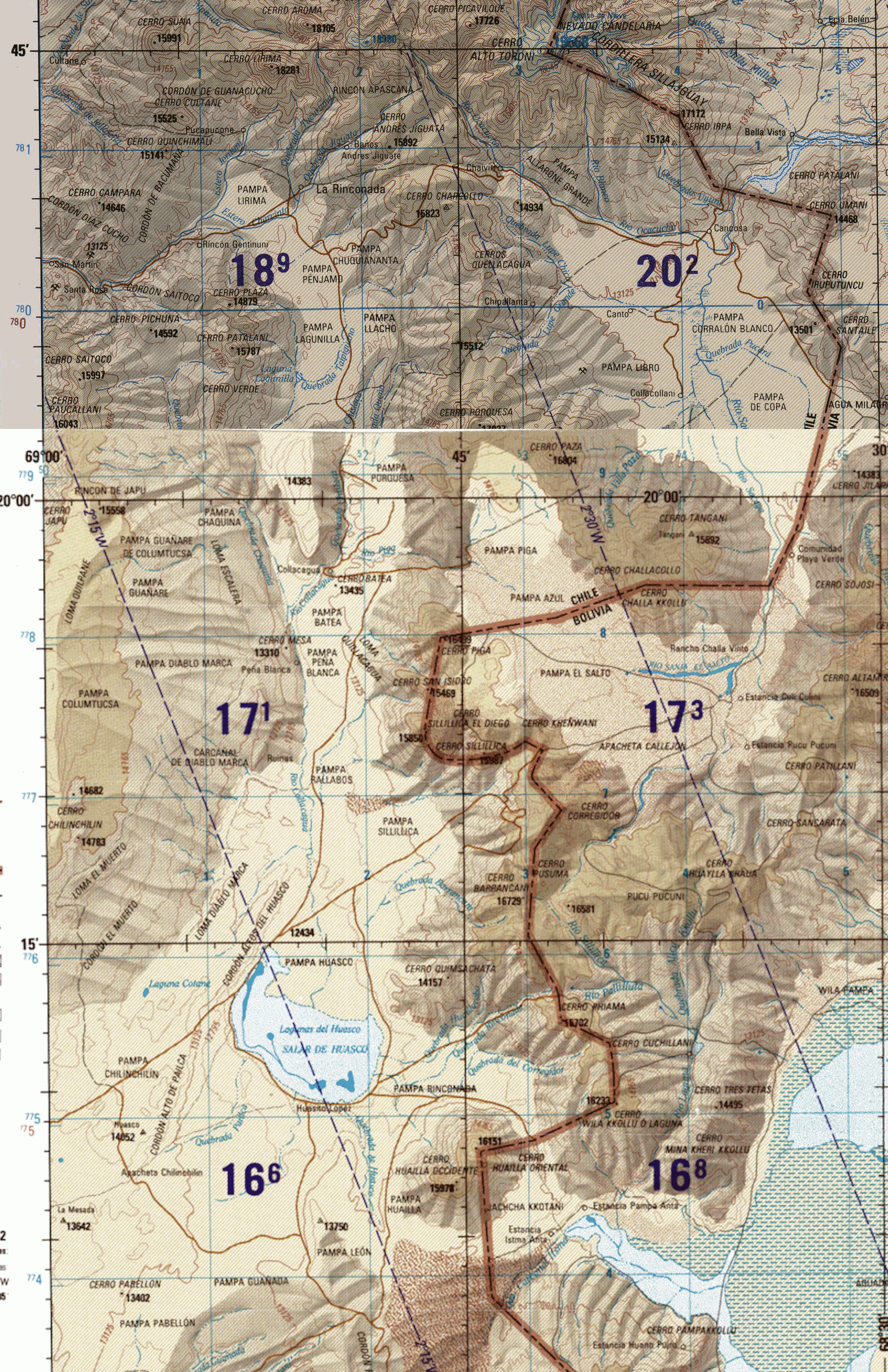
Zona del salar de Huasco en un compuesto de dos mapas de las FF.AA. de los Estados Unidos de América. Al norte aparece la "Pampa Lagunilla". Ver también mapa de la zona del Instituto Geográfico Militar (Chile) publicado en 1954 en una escala 1:250000.

Situado a unos 176 km al este de la ciudad de Iquique, al interior del Parque Nacional Salar de Huasco tiene una extensión de 110 049 hectáreas y se ubica en la Región de Tarapacá, Provincia de Iquique, comuna de Pica. El salar se encuentra en la zona más baja de la cuenca, con una superficie aproximada 1500 km² y rodeado por cumbres que en algunos casos superan los 5000 metros de altitud.

## Hidrología
El salar es parte de una cuenca endorreica que se extiende de norte a sur por cerca de 55 km con un ancho casi constante de 30 km con una altitud media de 4165 m s. n. m. Su plano de equilibrio se encuentra en la laguna a 3770 m s. n. m. El área de la cuenca es de 1471 km². Las cumbres que rodean al salar alcanzan los 5000 m s. n. m.: 7  Se ubica en la Estepa Altoandina Sub Desértica, está conformado por grandes mesetas con formaciones montañosas y pequeñas lagunas, las cuales presentan estrato sedimentario.
Sus características morfométricas y climatológicas más relevantes son:: I-95 
- altura: 3778 m
- superficie de la cuenca: 1572 km²
- superficie del salar: 51 km²
- superficie de las lagunas: 2 - 3 km²
- precipitaciones: 150 mm/año
- evaporación potencial: 1260 mm/año
- temperatura media: 5 °C

Con el avance en la elaboración de mapas se ha podido establecer que la laguna Lagunillas, que en el inventario de cuencas de Chile aparece como aportante al salar de Huasco, es una cuenca endorreica independiente.: 18 

### Red hidrográfica
El curso principal del salar es el río Collacagua que nace en el Tojo de la confluencia de río Chaquina, que viene del norte, y del río Piga que llega desde el oriente. En sus orígenes y trayecto se encuentran bofedales y ciénagas. En su trayecto hacia el sur, tributan al principal la quebrada Batea, el arroyo Porquesa, y algunas quebradas de flujos intermitentes.: 10 
Directamente al salar descargan pequeños afluentes, entre ellos son la vertiente Huasco Norte y Ermitaño las de mayor caudal.

## Clima
La mitad norte de la cuenca y toda la parte oriental tienen un clima de tundra o estepa de altura con temperaturas medias de menos de 5 °C con amplia variación térmica entre el día y la noche. Las precipiatciones ocurren principalmente durante el invierno boliviano con más de 400 mm anuales.: 9 
La parte surponiente del salar (sobre los 2.000 msnm) posee un clima desértico frío con precipitaciones en verano también pero no tan intensas como en el clima de estepa, permitiendo una incipiente vegetación. Los valores oscilan entre 20 y 150 mm anuales, dependiendo de la altura, del mismo modo que las temperaturas varían entre 4° y los 14 °C.: 9 

## Historia
Luis Risopatrón lo describe en su Diccionario Jeográfico de Chile de 1924 con la ortografía de Bello:
Guasco (Salar del) 20° 18' 68° 52'. Tiene varias vertientes de agua dulce de 10 a 15 °C de temperatura, algunas de las cuales pueden dar unos 20 litros por segundo, las que revientan de 3 a 8 ni encima de la orilla W del salar; en su centro se encuentran varias lagunas, a 3 760 m de altitud i es formado por la evaporación de las aguas del arroyo de Collacagua, que le cae del N, al pié W del cordón limitáneo con Bolivia. En julio de 1916 habían en él acumulaciones de nieves de hasta un metro de espesor. 63, p. 80; 77, p. 38; 85, p. 111; i 87, p. 428.

## Población, economía y ecología

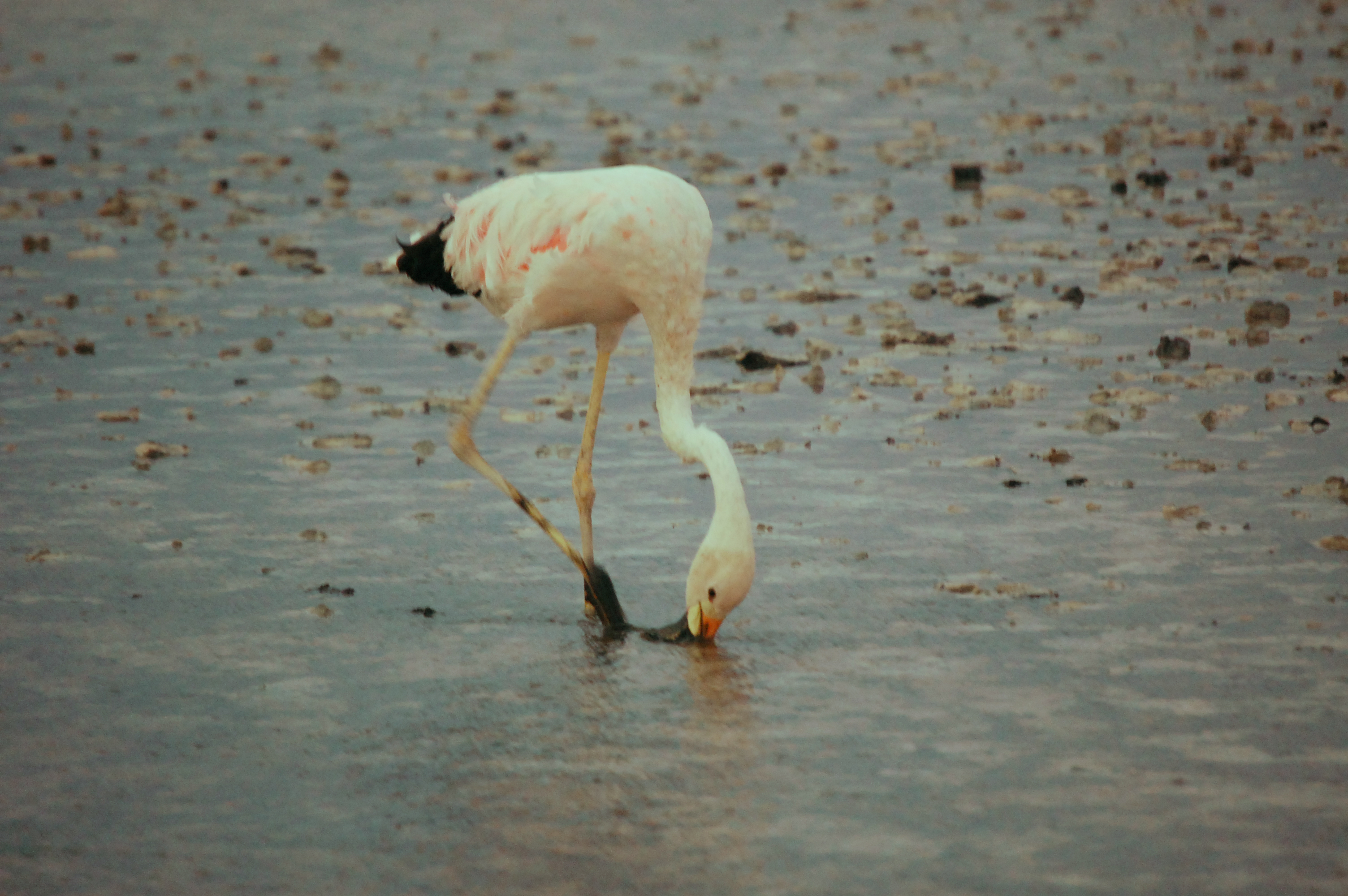
Flamenco andino.

Luis Risopatrón lo considera también como baños termales.
Su vegetación está constituida principalmente por bofedales, tolares, pajonales, queñoas y llaretales (en las laderas). En relación con los animales, es posible encontrar roedores, carnívoros y una gran variedad de aves, entre ellas los flamencos, que gracias a las características ecológicas del salar realizan sus procesos reproductivos, además se encuentran tres de las seis especies de importancia mundial de flamencos, el flamenco chileno (Phoenicopterus chilensis), el flamenco andino (Phoenicoparrus andinus) y el flamenco de James (Phoenicoparrus jamesi).
Es un hábitat de descanso para las especies migratorias, las que se desplazan por salares vecinos como Surire y Coposa en Chile, y los salares de Empexa, Uyuni y Coipasa en Bolivia. El salar es un humedal y una importante área de nidificación, con gran diversidad de especies de fauna que se encuentran protegidas. El Salar del Huasco es un área representativa del ecosistema de salares del altiplano chileno.
- Flora: llareta (Azorella compacta), queñoa de altura (Polylepis tarapacana), helecho (Cheilanthes pruinata), yerba coca (Pellea ternifolia), llaretilla (Pycnophyllum bryoides), tola (Baccharis boliviensis), tola supu (Parastrephia lepidophylla), paja brava (Festuca orthophylla), berro (Frankenia triandra), rica-rica (Acantholippia punensis), lampaya (Lampaya medicinalis), pako macho (Oxychloe andina), wailaka (Deyeuxia nardifoluia) y grama (Distichlis humilis)

- Fauna: entre los mamíferos se encuentran el puma (Felis  concolor), el gato colocolo (Felis colocolo), el zorro andino (Pseudalopex culpaeus), el tucotuco (Ctenomys fulvus), la vizcacha (Lagidium peruanum) y el gato montés (Lynchailurus colocola);  el anfibio sapo peruano (Telmatobius peruvianus) y entre los peces se encuentran el karachi (Orestias  agassissi) y el bagre (Trichomycterus cf. rivulatus), además entre las aves se encuentran el suri (Pterocnemia pennata tarapacensis), kiula (Tinamotis pentlandii), cóndor (Vultur gryphus), tagua gigante (Fulica gigantea), el ñandú (Pterocnemia pennata), el ganso andino (Chloephaga melanoptera) y el pato juarjual (Anas specularioides) y las tres especies de flamencos.

## Valor cultural

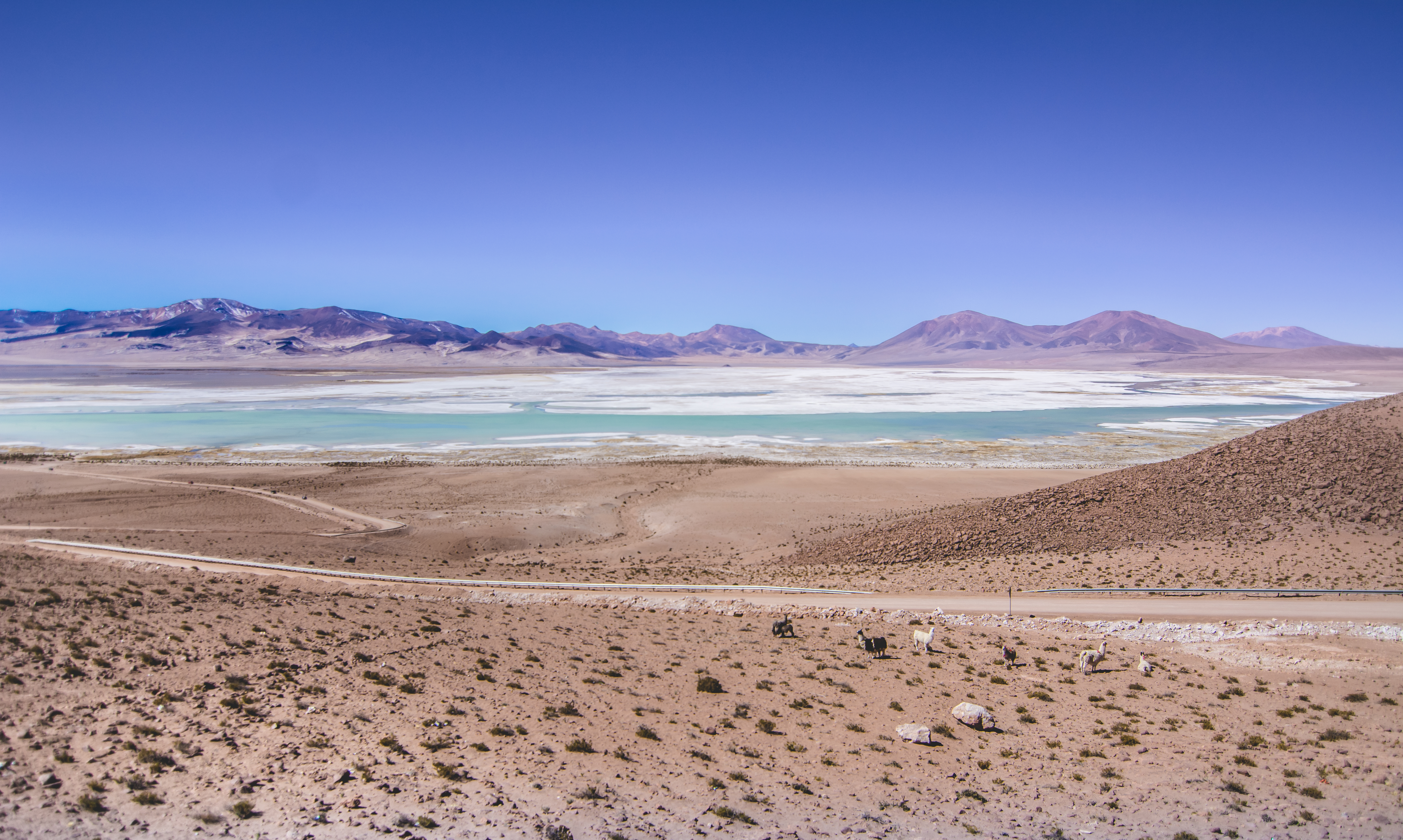
Panorámica de la laguna y salar del Huasco

Para los habitantes de la región el salar es un lugar que posee valor cultural y religioso, en especial para el pueblo aimara, quienes tienen una cosmovisión y una relación armoniosa con la naturaleza, derivada de su visión de mundo y de sus conocimientos y tradiciones. Es así como mantienen y practican hasta hoy ancestrales ceremonias heredadas de sus antepasados prehispánicos. 
Para ellos, los cerros son lugares sagrados, donde se realizan las ceremonias a la Madre Tierra (la Pachamama). En estas se realiza una rogativa de la lluvia a mediados de noviembre y febrero. Con motivo de este ritual las comunidades se reúnen en el cerro Charcollo (oriente del salar de Huasco) y transportan directamente del mar una muestra de “agua viva”, se forma una mesa en el suelo y se ponen vasos de greda con vino, agua y coca. La rogativa es realizada por el encargado (“Yatiri”), quien sacrifica un animal que luego es comido por la comunidad. Los habitantes aun conservan los usos tradicionales, en especial de la flora del lugar como medicina:
- La corteza de la queñua es utilizada para aliviar problemas de asma (la resina del tronco o de las ramas se mastica tal cual para fortificar el corazón).
- La flor de llareta tiene utilidad para aliviar enfermedades como la diabetes.
- La chachacoma es buena medicina para aliviar los efectos de la puna.
- El chicaraguay se usa para aliviar los síntomas del resfrío.

Además, el pueblo aimara narra que en algún lugar existe una especie de puerta a otra dimensión que lleva hacia la cultura Inca, la cual según esta leyenda no ha desaparecido. En otra de sus leyendas se relata la existencia del “Diablo” en el sector diablo marca; según se relata es arriesgado internarse al interior de este sector ya que las personas se suelen desorientar y pueden perderse y nunca más volver.

### Valor arqueológico
En la cuenca del salar se pueden reconocer gran cantidad de sitios arqueológicos, entre ellos varios talleres y campamentos arcaicos construidos sobre terrazas lacustres que rodean el salar actual. En relación con los lugares de interés turístico, estos corresponden a emplazamientos de importancia para los habitantes del entorno del salar de Huasco y contienen distintos elementos como casas, miradores, refugios, rutas, entre los cuales se encuentra el cerro Charcollo, sitio de gran interés cultural.

### Santuario de la naturaleza
El Salar de Huasco fue declarado Santuario de la Naturaleza en mayo del 2005 "en consideración a su valor ambiental e importancia como humedal altoandino". En el decreto se enfatizan sus características de: 
1. "Hábitat fundamental de especies de flora y fauna".
2. "Es el humedal más prístino, de mayor biodiversidad de Chile y como una importante reserva de agua en un medio desértico".
3. "Abundante existencia de sitios arqueológicos asociados al salar y al sistema hidrológico de la cuenca, que representan la ocupación del lugar por parte del hombre desde hace miles de años".[8]

## Importancia ecológica
- Importante zona de nidificación, alimentación y residencia temporal o permanente de aves.
- Riqueza florística.
- Formaciones vegetacionales singulares (Huasco Lípez y Chullumpine).
- Alta cobertura vegetacional en sectores de humedales, que sustentan ganado.
- Área típica de flamencos (dominante).
- Área de importancia ecológica para aves migratorias.
- Presencia de peces endémicos en río, vertientes y bofedales, en estado de conservación.

### Turismo
Su atractivo está relacionado con su ruta patrimonial, el cual está conformado por 79 km² de camino de tierra que rodean el parque. A lo largo de esta ruta se encuentran 34 estaciones que indican lugares de importancia natural o cultural, esta ruta ofrece la posibilidad de recorrer las laderas de las montañas del lugar y conocer los humedales, los cuales se ubican cerca de Collagua, que se forman en la confluencia de los ríos Collagua y Pica. Además es de interés para los visitantes actividades de tipo científico, recreativo, interpretativo y de deporte, entre las que se realizan: fotografía y contemplación del paisaje, observación de flora y fauna, senderismo, andinismo, ciclismo de montaña y ecoturismo.

## Actualidad
En el año 2010 se cambió la categoría del Santuario de la Naturaleza Salar del Huasco por el de Parque Nacional Salar del Huasco. La medida se debió a la objeción de la Asociación Indígena Aymara Salar de Huasco por contravenir el Convenio OIT 169 en cuanto no había incluido la consulta a los pueblos indígenas. Posteriormente, en el año 2014, la Contraloría General de la República ordenó regularizar la medida y posterior el gobierno opta por derogar el decreto de creación
En diciembre de 2014 el gobierno de Chile derogó el Decreto Supremo N.º 7 del Ministerio de Bienes Nacionales que en 2010 había creado el "parque nacional Salar del Huasco". Fue finalmente reinstaurado como parque nacional en 2023.